# Roaschia
Roaschia là một đô thị tại tỉnh Cuneo trong vùng Piedmont của Italia, vị trí cách khoảng 90 km về phía nam của Torino và khoảng 15 km về phía tây nam của Cuneo. Tại thời điểm ngày 31 tháng 12 năm 2004, đô thị này có dân số 167 người và diện tích là 24.1 km².
Roaschia giáp các đô thị: Entracque, Robilante, Roccavione, Valdieri và Vernante.